# 益田隆司
益田 隆司（ますだ たかし、1939年 - ）は、日本のコンピュータ科学者。山口県萩市出身。 

## 略歴
1963年東京大学工学部応用物理学科卒業、1965年同修士課程修了。1965年日立製作所中央研究所に勤務、オペレーティングシステム、計算機システムの性能評価などの研究に従事。 1973年日立製作所システム開発研究所。
1977年東京大学工学博士、論文の題は「仮想メモリ方式による計算機システムの解析と評価に関する研究」。
1977年筑波大学第3学群開設と同時に情報学類担当教官として筑波大学に勤務。電子・情報工学系に所属。1988年東京大学理学部情報科学科教授、1995年理学部長、理学系研究科長。2000年電気通信大学教授、2002年電気通信学部長、2004年電気通信大学長、2008年同大学退職。2003年ー2005年　情報処理学会会長。
2008年から現公益財団法人船井情報科学振興財団に勤務。業務執行理事。海外の大学院でPh.D.取得のための留学を目指す日本人留学生に奨学金支援の活動をしている。毎年海外での交流会を開催する等、支援学生相互の交流も積極的に図っている。
2018年秋の叙勲で瑞宝中綬章を受章。